# Mercury Cougar
Mercury Cougar — автомобіль, який виготовлявся з осені 1966 року до літа 2002 року під торговою маркою Mercury компанією Ford Motor Company в Північній Америці. Протягом цього періоду існує цілий ряд поколінь, які належали до різних сегментів ринку.
Як і інші моделі автомобілів Mercury були розроблені на основі автомобілів Ford; спочатку це був Ford Mustang, потім Ford Thunderbird і в кінці Ford Contour.

## Перше покоління (1967—1970)

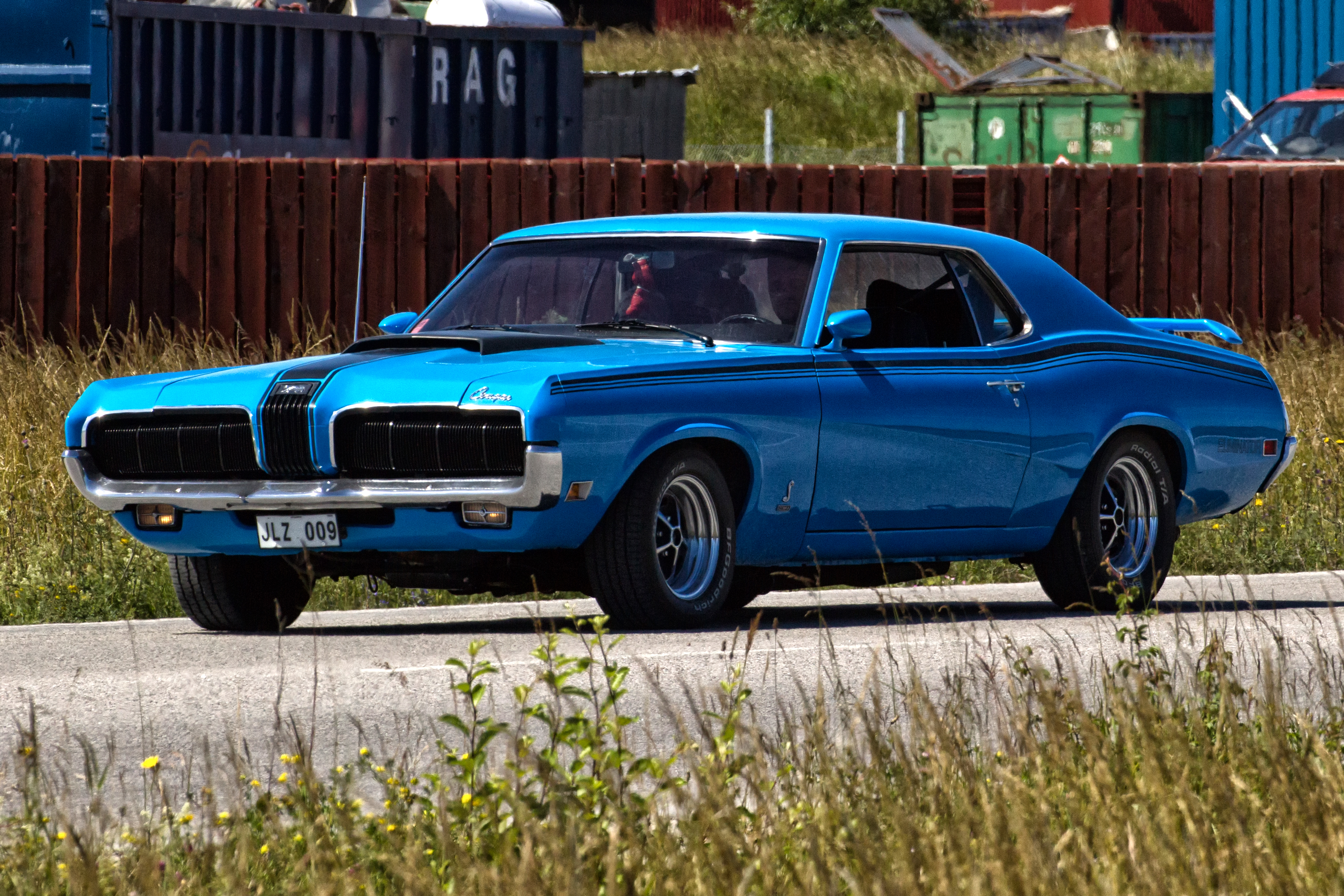
Mercury Cougar (1967—1970)

Представлений у 1964 році Ford Mustang мав успіх у продажах, який показав, наскільки значними є ринкові можливості для спортивних автомобілів в Америці. General Motors, найбільша американська автомобільна компанія, підхопила цю тенденцію через два з половиною роки, представивши Chevrolet Camaro восени 1966 року як конкурента Mustang. Передбачаючи, що Camaro зменшить продажі Mustang, Ford запланував крок на випередження і випустив Mercury Cougar одночасно з Camaro. Перше покоління Cougar також було поні-каром. Воно було розроблено як більш розкішний варіант Mustang, на шасі якого він також базувався, для клієнтів, які хотіли їздити на спортивному автомобілі, але водночас мали вищі вимоги щодо комфорту та ексклюзивності.
Cougar був доступний у базовій версії, як більш спортивний варіант GT і як спортивніший і розкішніше оснащений XR-7. Базова ціна Cougar становила 2854 долари, що на 284 долари дорожче, ніж купе Mustang. Повністю укомплектований XR-7 вже коштував 4500 доларів США, що практично відповідало базовій ціні Ford Thunderbird.
Він був розроблений під кодовою назвою Т-7. Перше покоління Cougar має спільну платформу з Ford Mustang 1967 року. Колісна база Cougar була на 3 дюйми довша за Mustang. Обидва автомобілі використовували трансмісію від Ford Falcon.
Таким чином, Cougar був доступний лише з двигунами V8 об’ємом від 4700 до 6400 куб.см, тоді як Mustang також був доступний з шестициліндровими двигунами. У 1968 модельному році Cougar отримав незначні зміни (бічні покажчики) і більш потужні двигуни (з об'ємом 5,8 до 7,0 л).
Концепція Cougar виявилася успішною, також з точки зору продажів. Однак навесні 1967 року General Motors випустила Pontiac Firebird, який був схожий на Chevrolet Camaro в модельному ряду General Motors і мав дещо покращене оснащення, в той час як Cougar був схожий на Mustang.

### Двигуни
- 289 cu in (4.7 L) Windsor V8
- 302 cu in (4.9 L) Windsor V8
- 351 cu in (5.8 L) Windsor V8
- 351 cu in (5.8 L) Cleveland V8
- 390 cu in (6.4 L) FE V8
- 428 cu in (7.0 L) FE V8
- 427 cu in (7.0 L) FE V8

## Друге покоління (1971—1973)

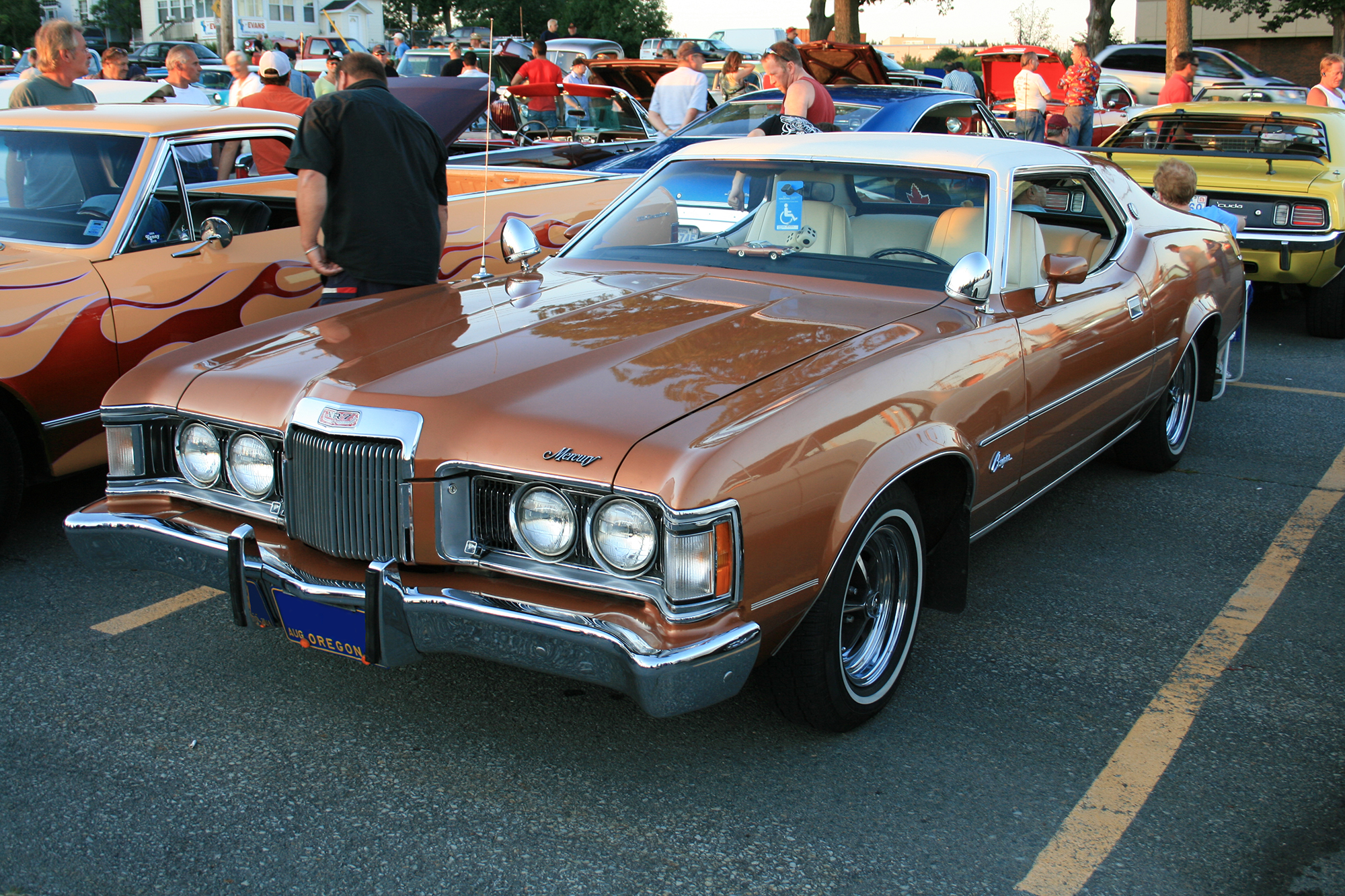
Mercury Cougar (1971—1973)

Друге покоління вироблялось з 1971 до 1973 року. Як джерело живлення, що використовується V8: 5,8 і 7,0 л.

### Двигуни
- 351 cu in (5.8 L) Windsor V8
- 351 cu in (5.8 L) Cleveland V8
- 429 cu in (7.0 L) Super Cobra Jet V8

## Третє покоління (1974—1976)

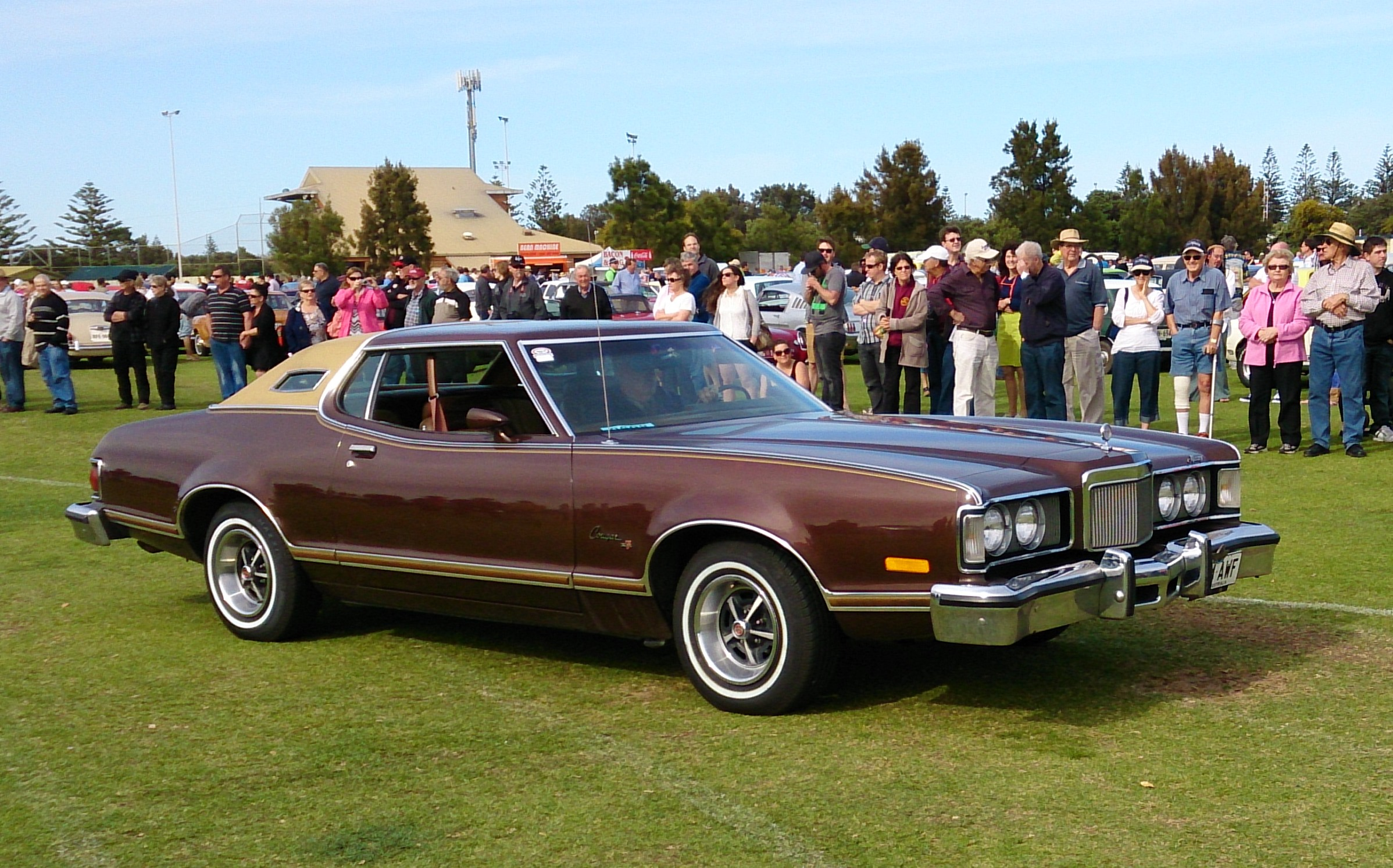
Mercury Cougar (1974—1976)

Третє покоління Cougar випускалось в 1974—1976 роках, доступні двигуни включають в себе V8: 5,8, 6,6 і 7,5 л.
Всього було виготовлено 299 050 Cougar цього покоління.

### Двигуни
- 351 cu in (5.8 L) 351M V8
- 400 cu in (6.6 L) V8
- 460 cu in (7.5 L) 385/Lima V8

## Четверте покоління (1977—1979)

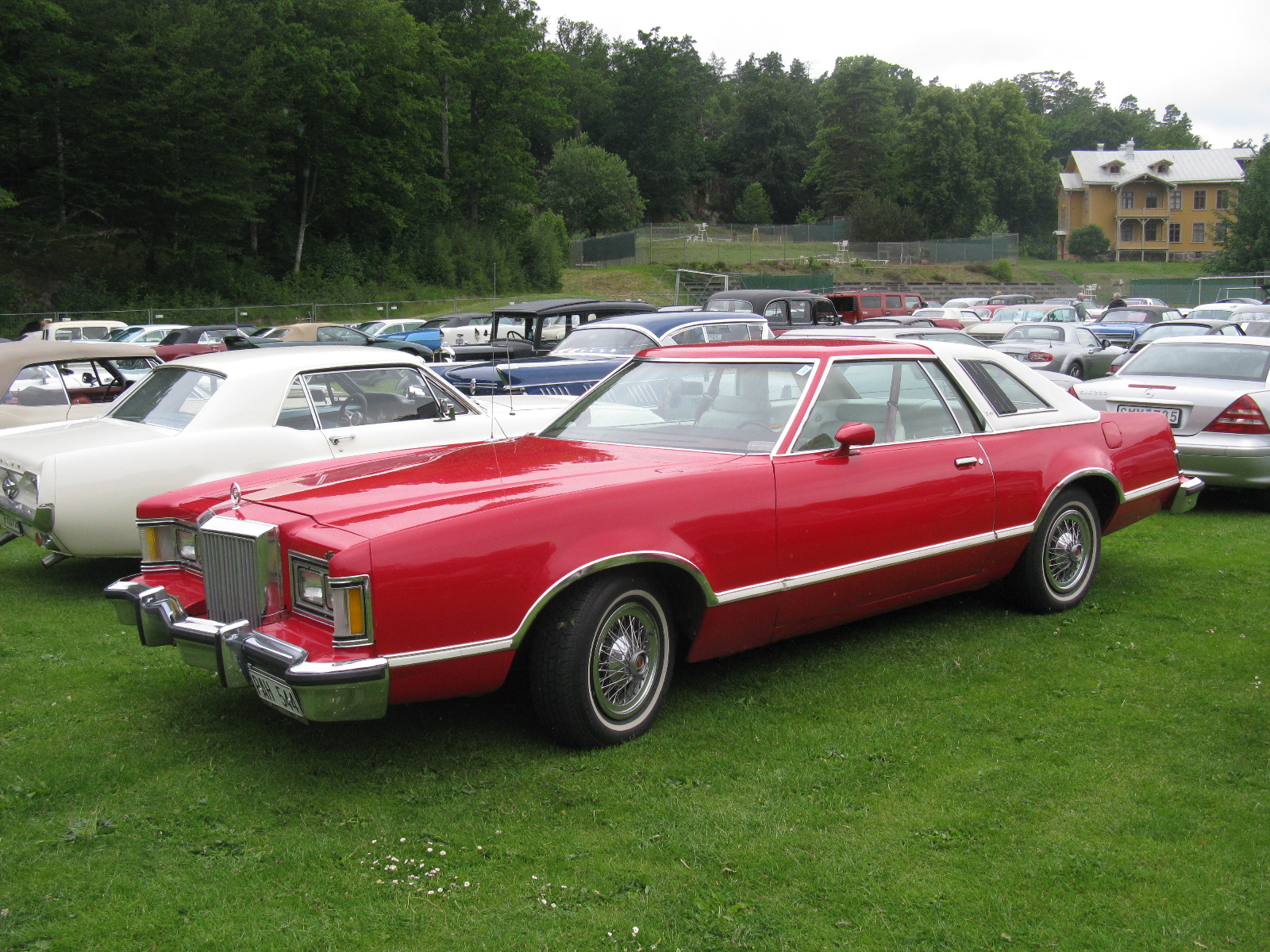
Mercury Cougar (1977—1979)

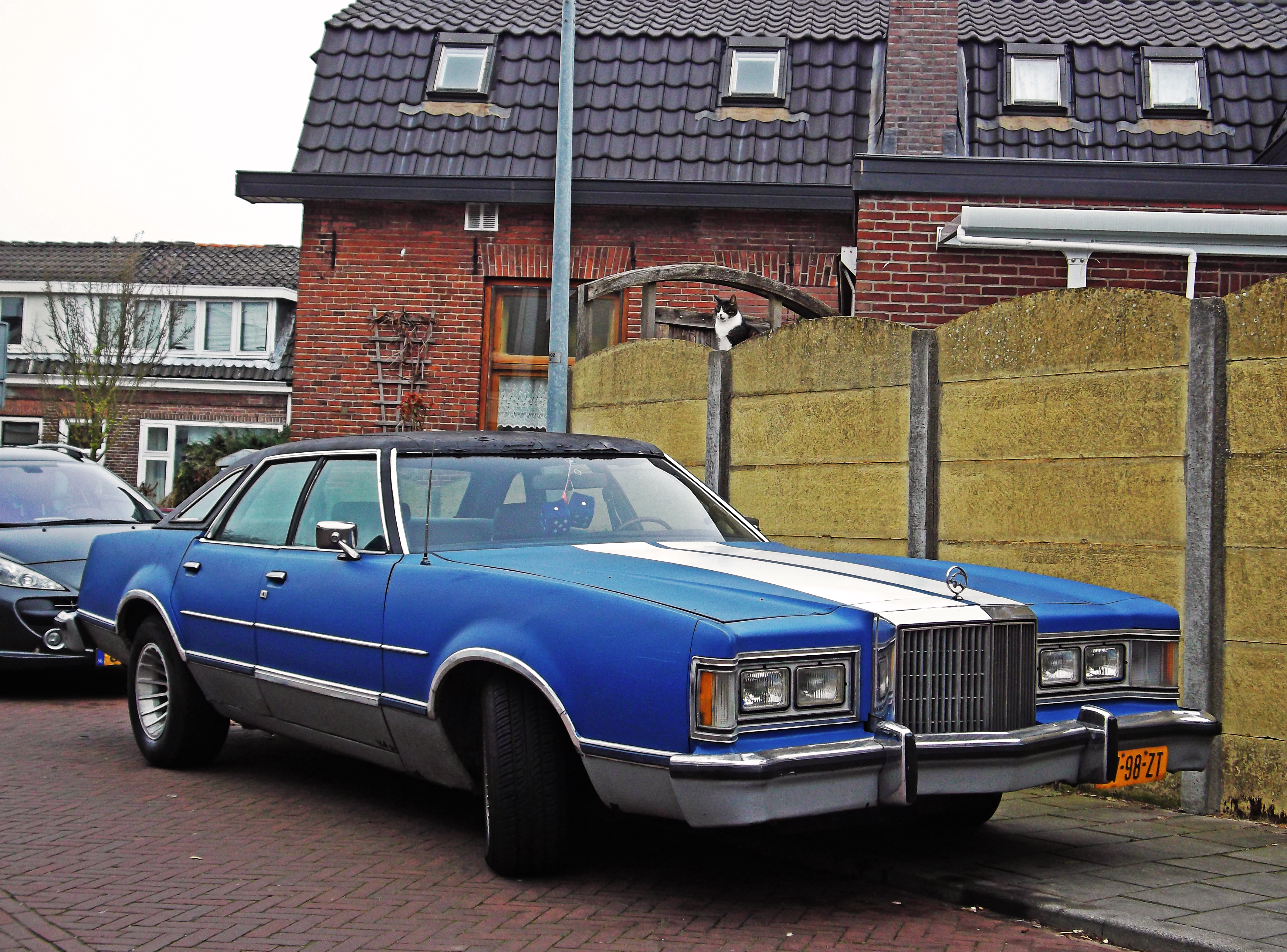

Модель четвертого покоління випускалась з 1977 по 1979 рік, комплектувалась двигунами V8: 4,9, 5,8 і 6,6 л.
Всього було виготовлено 554 907 одиниць цього покоління моделі Cougar, з яких 455 023 були XR-7.

### Двигуни
- 302 cu in (4.9 L) V8
- 351 cu in (5.8 L) V8
- 400 cu in (6.6 L) V8

## П'яте покоління (1980—1982)

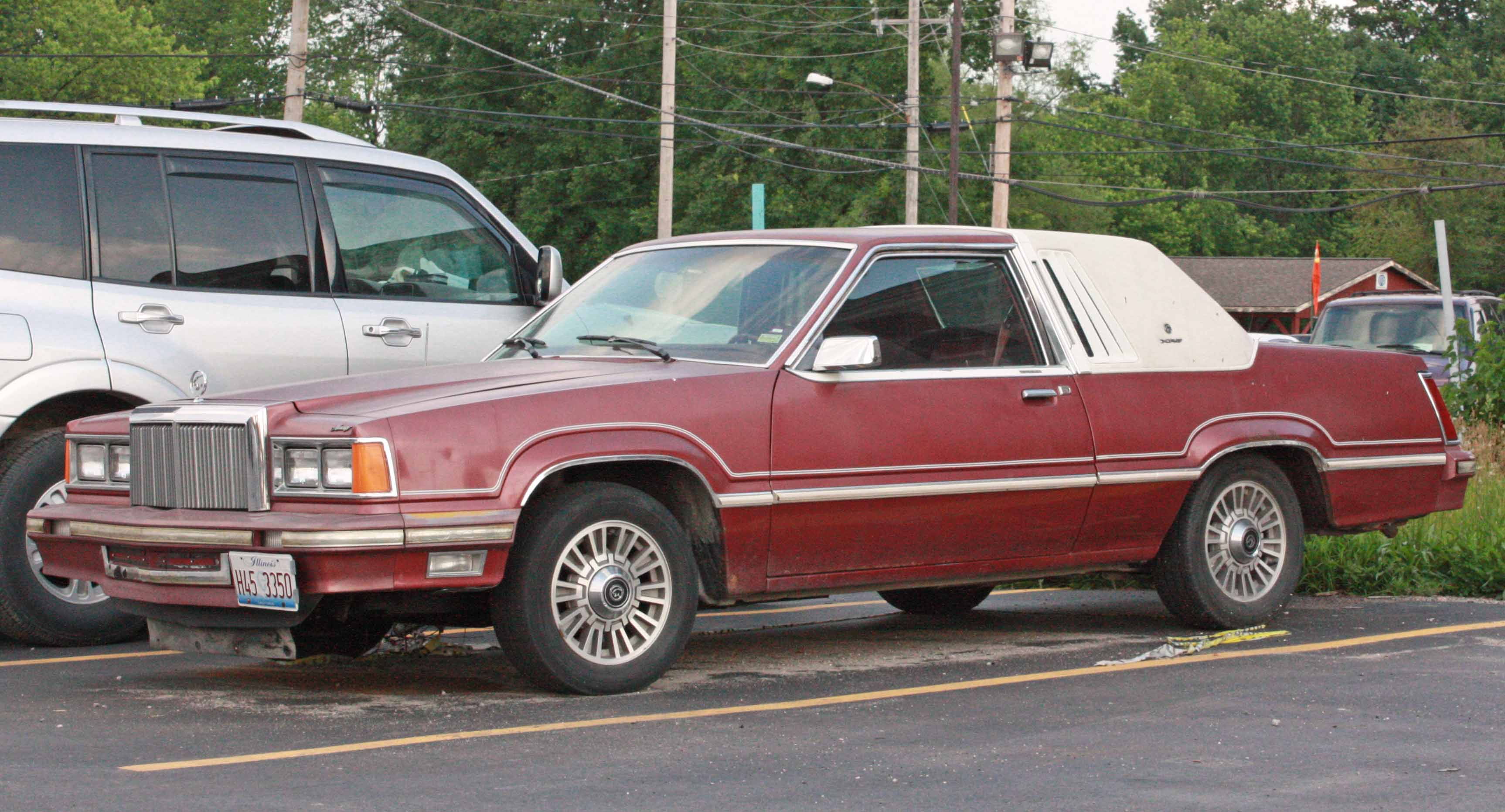
Mercury Cougar (1980—1982)

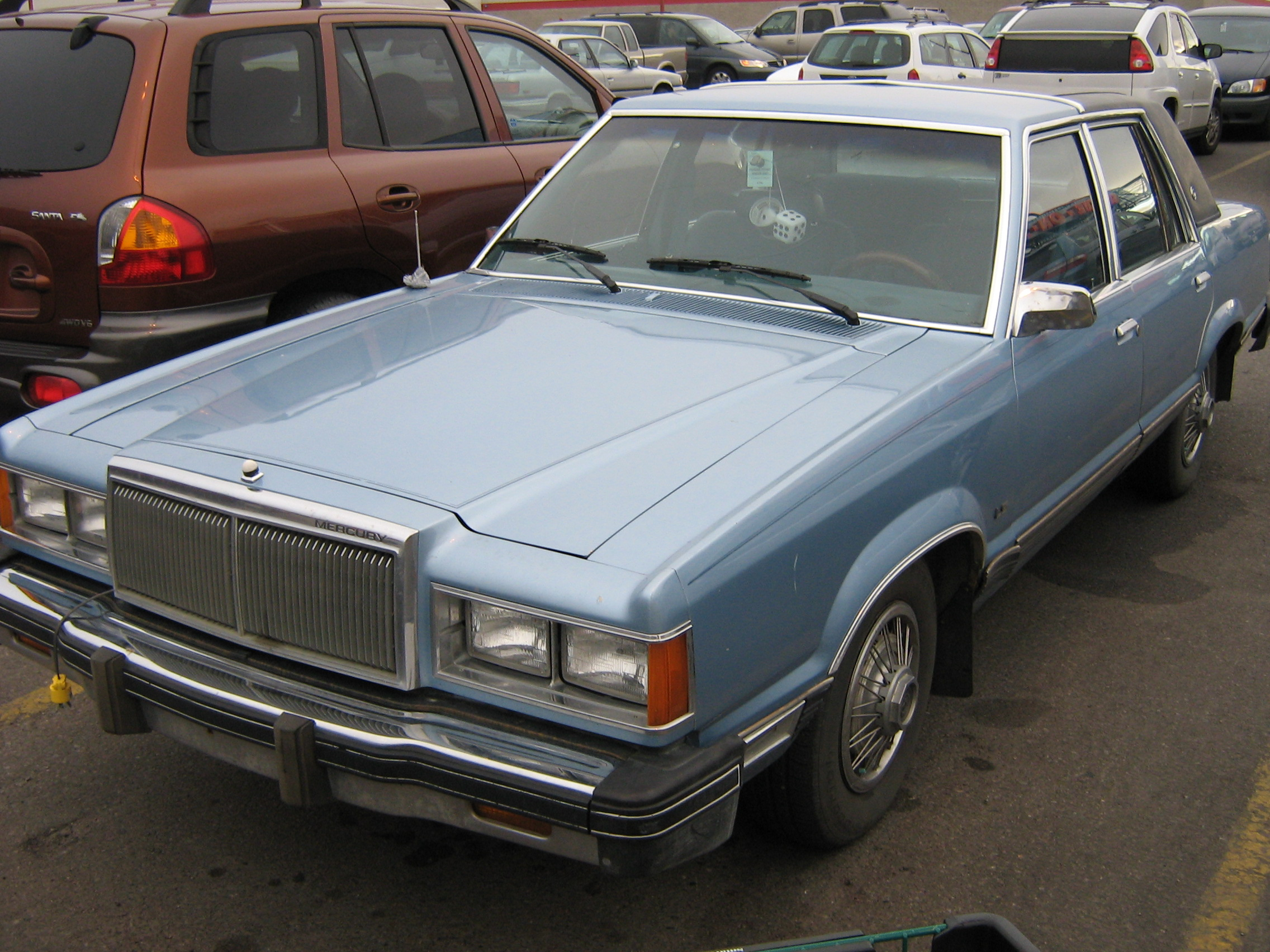

П'ята модель виготовлялась в 1980—1982 роках в кузовах купе, седан і універсал, доступні для неї двигуни: I4 2,3 V6 3,8 і V8 4,2 і 4,9 л.

### Двигуни
- 255 cu in (4.2 L) Windsor V8
- 302 cu in (4.9 L) Windsor V8
- 140 cu in (2.3 L) Lima I4
- 232 cu in (3.8 L) Essex V6
- 200 cu in (3.3 L) Thriftpower Six I6

## Шосте покоління (1983—1988)

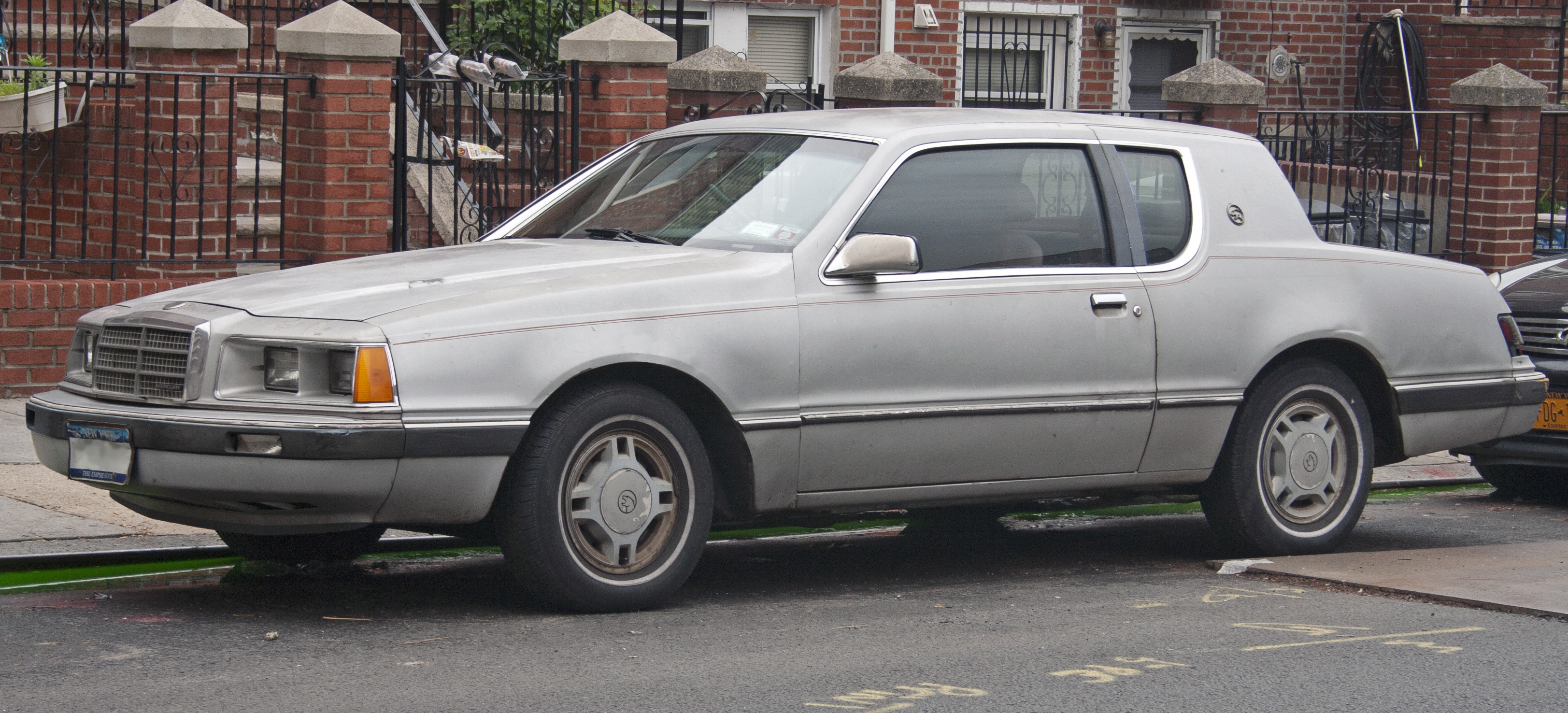
Mercury Cougar (1983—1988)

У 1983 модельному році Cougar знову змінили позицію. Тепер серія перестала охоплювати ринок середньорозмірних седанів, а була модернізована. Під назвою Cougar надалі продавалася версія Mercury нового Ford Thunderbird, яка також мала технічну схожість з Lincoln Continental Mark VII.
Cougar з'явився в лютому 1983 року. Як і Thunderbird, він базувався на так званій задньопривідній платформі Fox, представленій на Ford Fairmont 1977 року, але його кузов суттєво відрізнявся від Thunderbird. Головною відмінною рисою стала інша передня частина та дах із широкою, крутою С-стійкою, відомий як «формальний дах».
Автомобіль був доступний тільки як 2-дверне купе.
За шість років було продано 683 804 одиниці Cougar цього покоління.

### Двигуни
- 2.3 L Lima turbo I4
- 3.8 L Essex V6
- 4.9 L Windsor 5.0 V8

## Сьоме покоління (1989—1997)

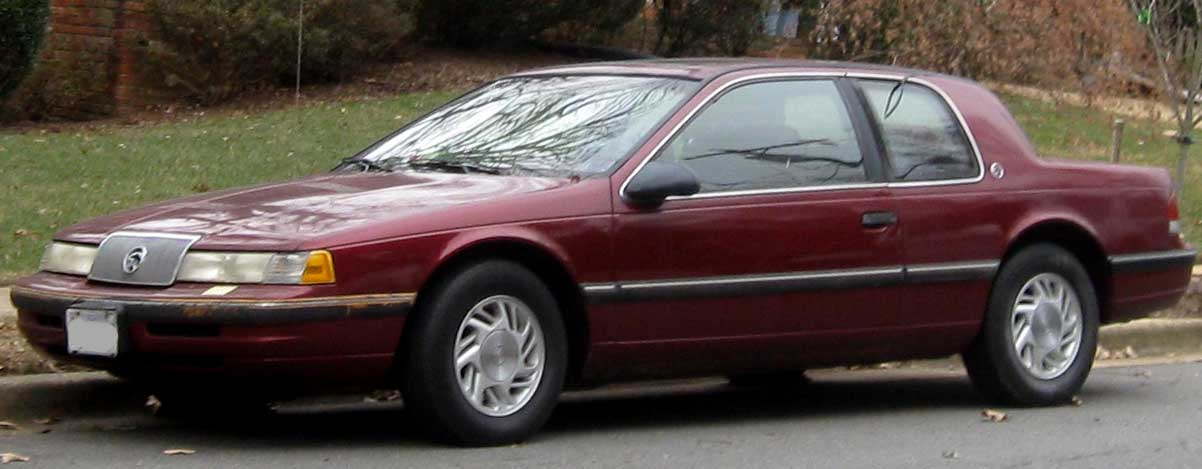
Mercury Cougar (1989—1997)

Сьоме покоління вироблялось в 1989—1997 роках, так як і попередний автомобіль, був доступний тільки як 2-дверне купе. Доступні двигуни є 3.8 V6, 4.6 V8 і 5.0 V8.

### Двигуни
- 3.8 L Essex V6 (1989–1997)
- 5.0 L Windsor V8 (1991–93)
- 4.6 L Modular V8 (1994–97)

## Восьме покоління (1999—2002)

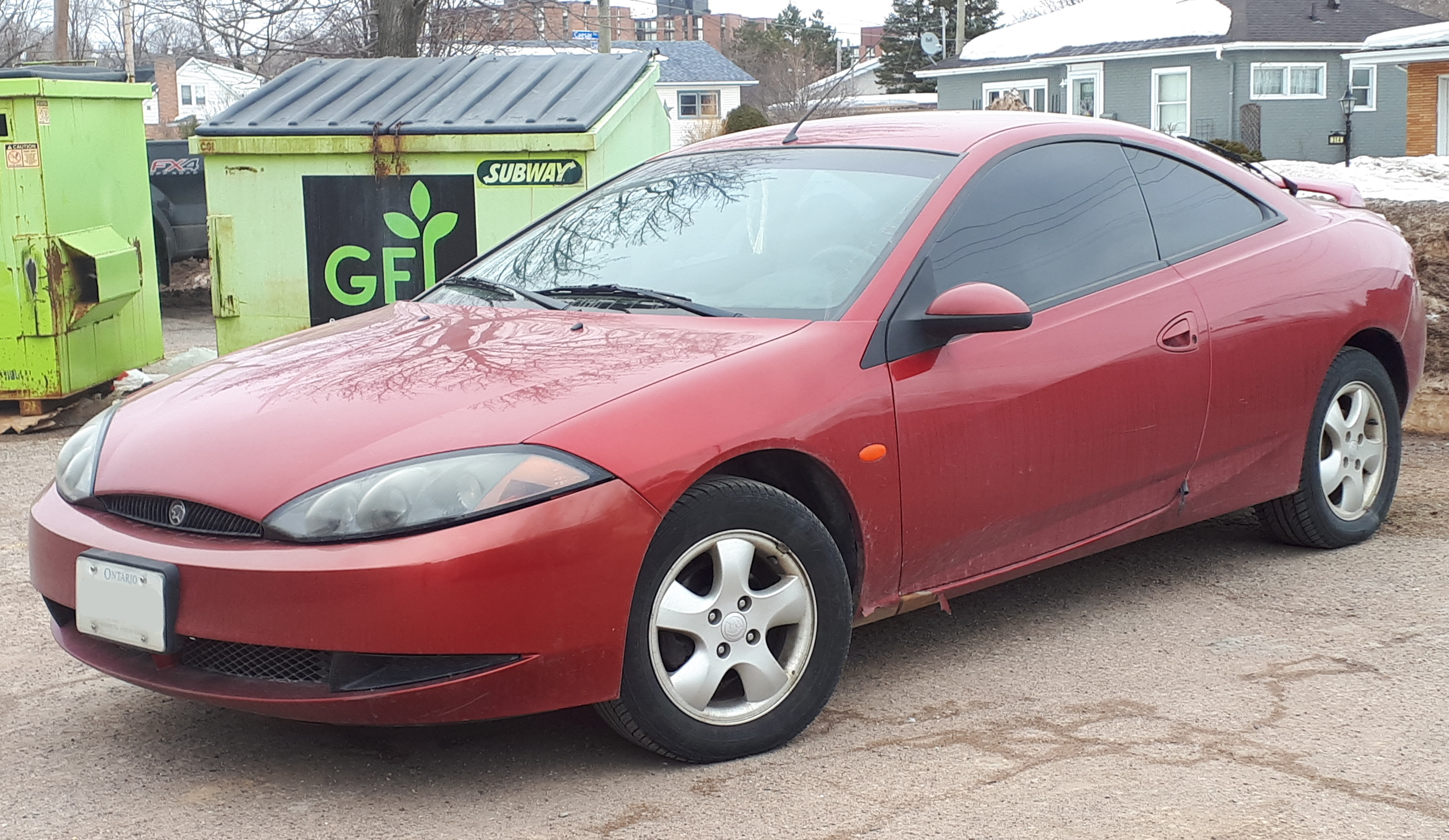
Mercury Cougar (1999—2002)

Модель восьмого покоління випускалась в 1999—2002 роки з переднім приводом. Автомобіль комплектувався бензиновими двигунами I4 2.0 і V6 2.5 л. На європейському ринку продавався практично ідентичний Ford Cougar.

### Двигуни
- 2.0 L Zetec I4
- 2.5 L Duratec V6